# Lao da
Lao da (tiếng Anh: lupus vulgaris hay tuberculosis luposa) là những tổn thương da do lao gây đau đớn, gây tổn thương cơ bản dạng nodule, thường thấy nhất ở mặt xung quanh mũi, mí mắt, môi, má, tai và cổ. Đây là bệnh nhiễm trùng da do Mycobacterium tuberculosis phổ biến nhất. Các tổn thương này có thể phát triển thành loét biến dạng nếu không được điều trị.

## Triệu chứng cơ năng và triệu chứng thực thể
Tổn thương bắt đầu là các nodule màu nâu đỏ không đau, dần dần to ra để tạo thành mảng màu đỏ có hình dạng bất thường.

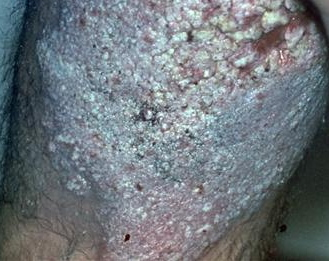
Lao da, những thay đổi trên da ở dạng sừng hóa
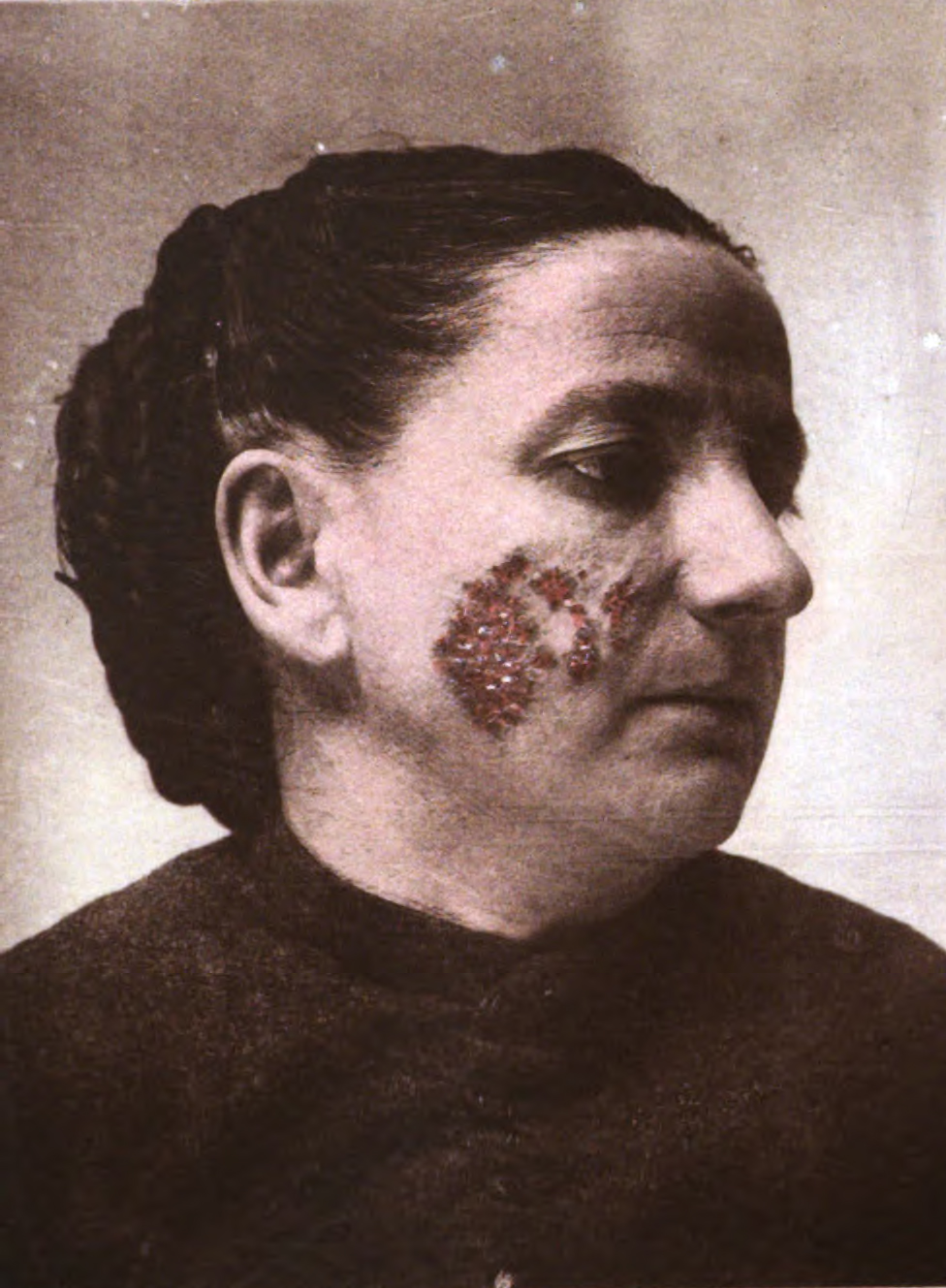
Lao da ở một phụ nữ thế kỷ 19

## Nguyên nhân
Lao da thường phát triển do bệnh lao đã có từ trước không được điều trị đầy đủ. Bệnh cũng có thể phát triển tại vị trí tiêm phòng BCG. Hiếm khi thấy bệnh xuất hiện liên quan đến vết xăm.

## Mô bệnh học

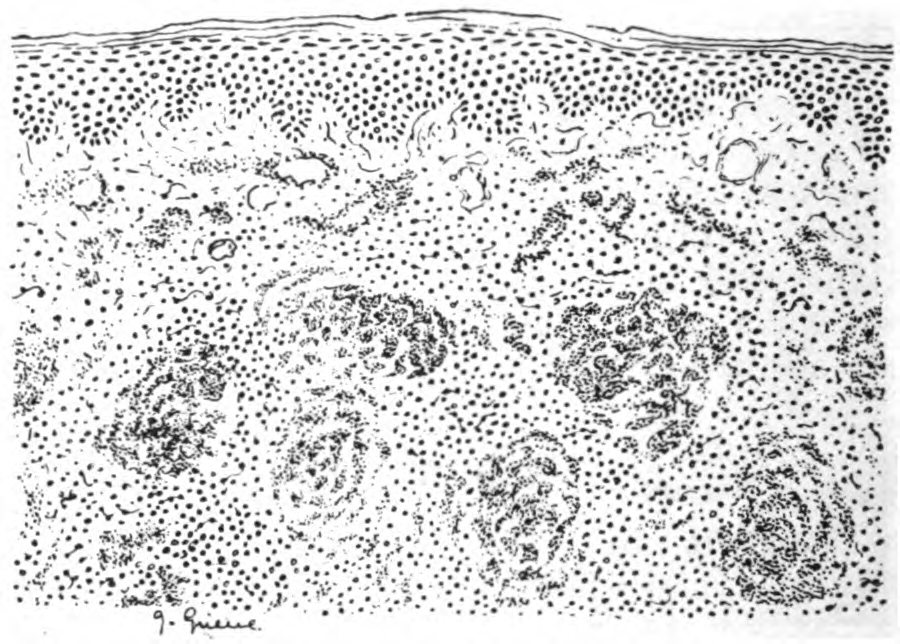
Lớp trung bì có u hạt chứa các trung tâm hoại tử

Mô học cho thấy sự xuất hiện của u hạt tế bào biểu mô với tế bào khổng lồ Langhans. Có thể kèm hoại tử bã đậu trung tâm ở trung bì .

## Chẩn đoán
Kiểm tra rìa tổn thương da bằng phương pháp soi hoặc ấn bằng lam kính, cho thấy màu "thạch táo" điển hình của viêm u hạt. Sinh thiết cho thấy hình ảnh u hạt lao với ít vi khuẩn lao trong đó. Xét nghiệm Mantoux dương tính.

### Chẩn đoán phân biệt
Cần chẩn đoán phân biệt với:
- Ung thư biểu mô tế bào đáy[3]
- Bệnh sacoid[3]
- Lupus ban đỏ dạng đĩa[3]
- Phong[4]
- Nhiễm nấm[4]

## Điều trị
Bác sĩ da liễu hoặc bác sĩ đa khoa thường điều trị kết hợp các loại thuốc dùng cho bệnh lao, chẳng hạn như Rifampicin, Isoniazid và Pyrazinamide (có thể với cả streptomycin hoặc ethambutol) theo phác đồ.

## Tiên lượng
Những tổn thương có sẹo lâu năm có thể tiến triển thành ung thư biểu mô tế bào vảy.

### Từ nguyên học
Thuật ngữ tiếng anh của lao da là lupus vulgaris. "Lupus" (có nghĩa là "sói" trong tiếng Latinh) để mô tả một bệnh da có tổn thương loét có từ cuối thế kỷ 13, mặc dù mãi đến giữa thế kỷ 19, hai bệnh da cụ thể mới được phân loại là lupus ban đỏ (lupus erythematosus) và lao da (lupus vulgaris). Thuật ngữ này có thể bắt nguồn từ mức độ tàn ác và độc lực của bệnh. Y văn năm 1590 đã mô tả lao da là "một vết loét ác tính nhanh chóng gặm nhấm các bộ phận bên trong; ... "rất đói" như một con sói".